# Masao Sugimoto
Masao Sugimoto (杉本 雅央 Sugimoto Masao?), född 26 juni 1967 i Shizuoka prefektur, är en japansk tidigare fotbollsspelare.
Sugimoto började sin karriär 1990 i Yamaha Motors. 1993 flyttade han till Shimizu S-Pulse. Med Shimizu S-Pulse vann han japanska ligacupen 1996. Han avslutade karriären 1996.